# Sant'Angelo di Brolo
Sant'Angelo di Brolo er en italiensk by (og kommune) i regionen Sicilien i Italien, med omkring 2.760(2023) indbyggere.  